# 司徒新耀
司徒新耀 (英語：Dixon Raphael Seeto, 1951年7月14日—2019年7月19日)是一位斐济华人企业家，斐济酒店和旅游业协会和中华俱乐部会长。

## 生平
1969年毕业于斐济逸仙学校，后任职于斐济航空，1971年至1974年任职于英国航空并申请到奖学金前往伦敦学习飞行驾驶，后回到斐济从事酒店旅游行业。2006年6月被斐济总理莱塞尼亚·恩加拉塞任命为9名斐济参议员之一。
2019年6月27日，他发生车祸后被送往布里斯班亚历山德拉公主医院。2019年7月19日在睡梦中去世。